# Zadní Kopanina
Zadní Kopanina – część Pragi. W 2006 zamieszkiwało ją 78 mieszkańców.